# Oeiras, Bồ Đào Nha
Oeiras là một huyện thuộc tỉnh Lisboa, Bồ Đào Nha. Huyện này có diện tích 46 km², dân số thời điểm năm 2001 là 162128 người.